# Vénus anadyomène (Böcklin)
Pour les articles homonymes, voir Vénus anadyomène (homonymie).
Vénus anadyomène est un tableau peint par Arnold Böcklin, il illustre la naissance de Vénus et est exposé au musée d'art de Saint-Louis.